# Punta Arena (Chiapas)
Punta Arena es una localidad del estado mexicano de Chiapas. Es parte del municipio de Catazajá.

## Demografía
| Gráfica de evolución demográfica |
|                                  |

| Censo | Población |
| ----- | --------- |
| 1900  | 109       |
| 1910  | 74        |
| 1921  | 106       |
| 1930  | 175       |
| 1940  | 294       |
| 1950  | 399       |
| 1960  | 626       |
| 1970  | 1 126     |
| 1980  | 280       |
| 1990  | 1 094     |
| 2000  | 1 236     |
| 2010  | 1 365     |
| 2020  | 1 305     |